# Cumella
Cumella is een geslacht van zeekomma's uit de familie van de Nannastacidae.

## Soorten
- Cumella abacoensis Petrescu, 1996
- Cumella abyssicola (Norman, 1879)
- Cumella aculeata Jones, 1984
- Cumella africana Bacescu, 1972
- Cumella agglutinanta Bacescu, 1971
- Cumella alaskensis Gerken, 2009
- Cumella alveata Gamo, 1964
- Cumella amiti Petrescu, Iorgu, Chatterjee, Tapas & Schizas, Nikolaos V., 2016[1]
- Cumella anae Petrescu & Iliffe, 1992
- Cumella andri Petrescu & Iliffe, 1993
- Cumella angelae Petrescu & Iliffe, 1994
- Cumella antipai Petrescu, Iliffe & Sarbu, 1994
- Cumella argentinae Jones, 1984
- Cumella arguta Gamo, 1962
- Cumella australis Calman, 1907
- Cumella bacescui Petrescu & Iliffe, 1994
- Cumella bahamensis Petrescu & Iliffe, 1995
- Cumella banarescui Petrescu, Iorgu, Chatterjee, Tapas & Schizas, Nikolaos V., 2016[1]
- Cumella baraschi Petrescu, Iorgu, Chatterjee, Tapas & Schizas, Nikolaos V., 2016[1]
- Cumella bermudensis Bacescu & Iliffe, 1991
- Cumella biformis Micca & Roccatagliata, 2002
- Cumella biserrata Petrescu, 2002
- Cumella botosaneanui Petrescu & Iliffe, 2009
- Cumella bruinensis Gerken, 2005
- Cumella californica Watling & McCann, 1996
- Cumella cana Hale, 1945
- Cumella caribbeana Bacescu, 1971
- Cumella carinata (Hansen, 1887)
- Cumella clavicauda Calman, 1911
- Cumella compacta Jones, 1984
- Cumella coralicola Bacescu, 1971
- Cumella croixensis Petrescu, Iorgu, Chatterjee, Tapas & Schizas, Nikolaos V., 2016[1]
- Cumella cumella Corbera, 2000
- Cumella curvicauda Petrescu, Iorgu, Chatterjee, Tapas & Schizas, Nikolaos V., 2016[1]
- Cumella cyclaspoides Zimmer, 1914
- Cumella decipiens Jones, 1984
- Cumella dentata Lomakina, 1952
- Cumella divisa Jones, 1984
- Cumella echinata Jones, 1984
- Cumella enigmatica Ledoyer, 1988
- Cumella enriquensis Petrescu, Iorgu, Chatterjee, Tapas & Schizas, Nikolaos V., 2016[1]
- Cumella forficula Calman, 1911
- Cumella forficuloides Bacescu & Muradian, 1975
- Cumella garrityi Bacescu & Muradian, 1977
- Cumella gibba Zimmer, 1914
- Cumella glaberata Gamo, 1962
- Cumella gomoiui Bacescu & Muradian, 1977
- Cumella gracilima Calman, 1905
- Cumella gurwitchi Lomakina, 1952
- Cumella hartmanni Muhlenhardt- Siegel, 1996
- Cumella hastata Fage, 1945
- Cumella hexadentata Petrescu, Iorgu, Chatterjee, Tapas & Schizas, Nikolaos V., 2016[1]
- Cumella hirsuta (Hansen, 1895)
- Cumella hispida Calman, 1911
- Cumella iliffei Bacescu, 1992
- Cumella indosinica Zimmer, 1952
- Cumella jamaicensis Petrescu, Iliffe& Sarbu, 1994[2]
- Cumella jonesi Petrescu, 1995
- Cumella kepeli Tsareva & Vassilenko, 1993
- Cumella laevis Calman, 1911
- Cumella leptopus Calman, 1911
- Cumella limicola Sars, 1879
- Cumella limicoloides Bacescu & Muradian, 1975
- Cumella longicaudata Petrescu, Iliffe& Sarbu, 1994[2]
- Cumella longirostrum Petrescu, Iorgu, Chatterjee, Tapas & Schizas, Nikolaos V., 2016[1]
- Cumella longiseta Petrescu, Iorgu, Chatterjee, Tapas & Schizas, Nikolaos V., 2016[1]
- Cumella maxipropa Petrescu, Iorgu, Chatterjee, Tapas & Schizas, Nikolaos V., 2016[1]
- Cumella medeeae Petrescu, Iliffe& Sarbu, 1994[2]
- Cumella meridionalis Jones, 1984
- Cumella meridithi Bacescu, 1971
- Cumella michaelseni Zimmer, 1914
- Cumella morion Watling & McCann, 1996
- Cumella multisetosa Petrescu, Iorgu, Chatterjee, Tapas & Schizas, Nikolaos V., 2016[1]
- Cumella murariui Petrescu, 2002
- Cumella nastasescui Petrescu, Iorgu, Chatterjee, Tapas & Schizas, Nikolaos V., 2016[1]
- Cumella nodulata Petrescu, Iorgu, Chatterjee, Tapas & Schizas, Nikolaos V., 2016[1]
- Cumella ocellata Bacescu, 1992
- Cumella oculata Gerken, 2009
- Cumella parameridionalis Muhlenhardt-Siegel, 2005
- Cumella pectinifera Gamo, 1987
- Cumella pilosa Bacescu, 1971
- Cumella polita Jones, 1984
- Cumella ponceledgensis Petrescu, Iorgu, Chatterjee, Tapas & Schizas, Nikolaos V., 2016[1]
- Cumella portoricensis Petrescu, Iorgu, Chatterjee, Tapas & Schizas, Nikolaos V., 2016[1]
- Cumella praslinensis Muhlenhardt-Siegel, 2000
- Cumella pygmaea G.O. Sars, 1865
- Cumella quadrispinosa Gamo, 1965
- Cumella radui Petrescu & Iliffe, 1992
- Cumella reticulata Petrescu, Iorgu, Chatterjee, Tapas & Schizas, Nikolaos V., 2016[1]
- Cumella rigida Gamo, 1963
- Cumella ruetzleri Petrescu, 2002
- Cumella ruxandrae Petrescu, Iorgu, Chatterjee, Tapas & Schizas, Nikolaos V., 2016[1]
- Cumella sadoensis Gamo, 1967
- Cumella sancristobalensis Petrescu, Iorgu, Chatterjee, Tapas & Schizas, Nikolaos V., 2016[1]
- Cumella scabera Gamo, 1962
- Cumella schieckei Bacescu & Muradian, 1975
- Cumella serrata Calman, 1911
- Cumella seticaudata Petrescu, Iorgu, Chatterjee, Tapas & Schizas, Nikolaos V., 2016[1]
- Cumella siamensis Zimmer, 1952
- Cumella similis Fage, 1945
- Cumella somersi Petrescu & Sterrer, 2001
- Cumella spicata Jones, 1984
- Cumella spinifera Petrescu & Heard, 2004
- Cumella spinosa Bacescu & Iliffe, 1991
- Cumella sterreri Bacescu & Iliffe, 1992
- Cumella tarda Hansen, 1920
- Cumella thomasiliffei Petrescu, 2003
- Cumella tourmalinae Petrescu, Iorgu, Chatterjee, Tapas & Schizas, Nikolaos V., 2016[1]
- Cumella tricornuta Petrescu, Iorgu, Chatterjee, Tapas & Schizas, Nikolaos V., 2016[1]
- Cumella tripunctata Bacescu, 1971
- Cumella tuberculata Petrescu, Iorgu, Chatterjee, Tapas & Schizas, Nikolaos V., 2016[1]
- Cumella turgidula Hale, 1945
- Cumella vicina Zimmer, 1944
- Cumella vulgaris Hart, 1930
- Cumella zimmeri Petrescu, Iliffe& Sarbu, 1994